# Winter-Asienspiele 2017/Freestyle-Skiing
Bei den Winter-Asienspielen 2017 in Sapporo wurden  die Wettbewerbe im Freestyle-Skiing zwischen dem 24. und dem 26. Februar 2017 ausgetragen. Austragungsort war die Sapporo Bankei Ski Area.

## Männer

### Moguls (Buckelpiste)
| Platz | Sportler        | Land       |
| ----- | --------------- | ---------- |
| 1     | Ikuma Horishima | Japan      |
| 2     | Choi Jae-woo    | Südkorea   |
| 3     | Dmitri Reicherd | Kasachstan |
| 4     | Daichi Hara     | Japan      |
| 5     | Motoki Shikata  | Japan      |
| 6     | Seo Myung-joon  | Südkorea   |
| 7     | Kosuke Sugimoto | Japan      |
| 8     | Kim Ji-hyon     | Südkorea   |

Datum: 26.  Februar 2017

### Dual Moguls (Parallel-Buckelpiste)
| Platz | Sportler          | Land       |
| ----- | ----------------- | ---------- |
| 1     | Ikuma Horishima   | Japan      |
| 2     | Daichi Hara       | Japan      |
| 3     | Dmitri Reicherd   | Kasachstan |
| 4     | Seo Myung-joon    | Südkorea   |
| 5     | Choi Jae-woo      | Südkorea   |
| 6     | Dmitri Barmaschow | Kasachstan |
| 7     | Motoki Shikata    | Japan      |
| 8     | Kosuke Sugimoto   | Japan      |

Datum: 24. Februar 2017

## Frauen

### Moguls (Buckelpiste)
| Platz | Sportler          | Land       |
| ----- | ----------------- | ---------- |
| 1     | Arisa Murata      | Japan      |
| 2     | Julija Galyschewa | Kasachstan |
| 3     | Miki Itō          | Japan      |
| 4     | Kisara Sumiyoshi  | Japan      |
| 5     | Sophie Ash        | Australien |
| 6     | Jakara Anthony    | Australien |
| 7     | Seo Jung-hwa      | Südkorea   |
| 8     | Hinako Tomitaka   | Japan      |

Datum: 26. Februar 2017

### Dual Moguls (Parallel-Buckelpiste)
| Platz | Sportler          | Land       |
| ----- | ----------------- | ---------- |
| 1     | Julija Galyschewa | Kasachstan |
| 2     | Arisa Murata      | Japan      |
| 3     | Miki Itō          | Japan      |
| 4     | Kisara Sumiyoshi  | Japan      |
| 5     | Jakara Anthony    | Australien |
| 6     | Seo Jung-hwa      | Südkorea   |
| 7     | Sophie Ash        | Australien |
| 8     | Hinako Tomitaka   | Japan      |

Datum: 24. Februar 2017